# Strophosoma sus
Strophosoma sus är en skalbaggsart som beskrevs av Stephens 1831. Strophosoma sus ingår i släktet Strophosoma, och familjen vivlar. Arten är reproducerande i Sverige.